# Nyögő-patak
A Nyögő-patak a Tardonai-dombság területén ered, Varbó településtől nyugatra, Borsod-Abaúj-Zemplén vármegyében, mintegy 380 méteres tengerszint feletti magasságban. A patak forrásától kezdve keleti-északkeleti irányban halad Radostyánig, majd itt veszi fel a Harica-patakot. A patak keresztülhalad Sajókápolnán és Sajószentpéternél ömlik a Sajóba.

## Partmenti települések
- Varbó
- Parasznya
- Radostyán
- Sajólászlófalva
- Sajókápolna
- Sajószentpéter